# Critique de Lucas
La critique de Lucas est une critique épistémologique qui souligne que les agents économiques s'adaptent aux politiques économiques menées par l'État. Dès lors, tout modèle économique statique, qui ne prend pas en compte les réactions des agents, donnerait des résultats erronés. 

## Contexte
Depuis les années 1950, le keynésianisme amendé, sous la forme de la synthèse néoclassique, domine la recherche en économie ; les modèles macro-économétriques d'inspiration keynésienne sont enseignés dans les formations universitaires. Toutefois, face à des failles explicatives du paradigme de la synthèse néoclassique, des chercheurs publient dans les  années 1960 et 1970 des papiers qui pointent du doigt les limites du keynésianisme.
Ces écoles de pensées économiques s'attaquent notamment à l'idée keynésienne selon laquelle la puissance publique doit mettre en place des politiques budgétaires dans le cadre de politiques de relance lorsque le système économique entre en crise économique.

## Concept
Robert Lucas écrit en 1976 un article fondateur dans lequel il porte une critique générale sur les fondements des modèles macro-économétriques d'inspiration keynésienne utilisés par les chercheurs. Selon lui, les modèles sont inefficaces dans leurs prédictions car ils postulent que les agents économiques sont peu réactifs face aux politiques de l’État, voire complètement passifs. Si l'hypothèse de l'incapacité des agents à s'adapter et anticiper les politiques économiques est à la base des méthodes de prévisions économiques et surtout d’études d’impact des réformes économiques, alors ces études ne peuvent être prises au sérieux car, dans le monde réel, les agents économiques anticipent des conséquences aux prises de décisions publiques.
La critique de Lucas recommande donc d'éviter de se baser naïvement sur des statistiques passées pour prédire le comportement futur des agents, mais prendre en compte leur réaction aux changements que les autorités vont décider. En effet, la perspective d'une augmentation ou d'une baisse de telle ou telle variable économique peut conduire les agents économiques à modifier leur comportement réel, en matière de consommation, d'épargne, ou autre.
Cela est d'autant plus important que les modèles macro-économétriques sont construits par étalonnage sur valeurs passées. Or, des changements structurels auront des effets sur le comportement des agents économiques.

## Postérité
L'article de Lucas a cimenté la renommée de l'économiste, tout en affectant durablement la manière dont les modèles économétriques sont construits. Dès les années 1980, des chercheurs ont essayé de donner des micro-fondations aux modèles macroéconomiques, c'est-à-dire prendre en compte le comportement individuel. La critique de Lucas a aussi débouché sur l'émergence des modèles à vecteurs autorégressifs (VAR).
Lucas suggère d’utiliser des modèles structurels, c'est-à-dire des modèles dans lesquels les agents agissent rationnellement et adaptent leur comportement en fonction de leur environnement. Il s'agit de modèles d’équilibre général.

## Illustration simpliste
Sur le plan économique, on peut évoquer la courbe de Phillips. Au départ augmentée des anticipations adaptatives de Friedman (anticipations dites naïves), elle prédisait une efficacité de la politique monétaire à court terme. Avec les anticipations rationnelles de Lucas, la politique monétaire se retrouve inefficace à long terme (droite verticale) mais aussi à court terme, car les agents économiques anticipent parfaitement les politiques économiques et intègrent ces anticipations dans leurs comportements.